# Jörg Fromm
Jörg Fromm ist ein deutscher Forstwissenschaftler und Professor für Allgemeine Holzbiologie an der Universität Hamburg.

## Werdegang
Fromm studierte von 1979 bis 1984 Forstwissenschaften an der Georg-August-Universität Göttingen. 1986 folgte die Promotion am dortigen Forstbotanischen Institut, an dem er bis 1991 als wissenschaftlicher Mitarbeiter tätig war. 1991 habilitierte er sich dann in der Forstbotanik, worauf im Jahr 1992 ein Forschungsaufenthalt an der Cornell University (USA) folgte. Von 1992 bis 1996 war Fromm Stipendiat des Heisenberg-Programms der Deutschen Forschungsgemeinschaft, das aussichtsreiche Wissenschaftler auf dem Weg zu einer Langzeitprofessur fördert. Von 1996 bis 2007 lehrte Fromm als Professor für Angewandte Holzbiologie an der TU München, bis er 2007 dem Ruf nach Hamburg folgte und seitdem dort die Professur für Allgemeine Holzbiologie innehat.

## Forschungsschwerpunkte
Jörg Fromm forscht zum Einfluss des Klimawandels auf das Baumwachstum und die Holzbildung sowie zu Stressreaktionen in Pflanzen. Weiterhin gilt sein Interesse der Palmenforschung mit Schwerpunkt auf Palmblattmanuskripten. Fromm ist in folgende Exzellenzcluster der Universität Hamburg eingebunden:
- Understanding Written Artefacts[3]
- Climate, Climatic Change, and Society[4]

## Ausgewählte Publikationen
1. Fromm, J. & S. Lautner. 2007. Electrical signals and their physiological significance in plants. Plant, Cell and Environment 30: 249–257
2. Fromm, J. 2010. Wood formation of trees in relation to potassium and calcium nutrition. Tree Physiology 30: 1140–1147
3. Matyssek, R., Fromm, J., Rennenberg, H., Roloff, A.: Biologie der Bäume –  von der Zelle zur globalen Ebene. Ulmer Verlag, 2010, ISBN 978-3-8252-8450-3.
4. Fromm, J. (ed.) 2013. Cellular aspects of wood formation. Plant Cell Monographs Series Vol. 20. Springer-Verlag, Berlin Heidelberg, ISBN 978-3-642-36490-7, 260 Seiten
5. Scherzer, S., Shabala, L., Hedrich, B., Fromm, J., Bauer, H., Munz, E., Jakob, P., Al-Rasheid, K., Kreuzer, I., Becker, D., Eiblmeier, M., Rennenberg, H., Shabala, S., Bennett, M., Neher, E. & R. Hedrich: Insect haptoelectrical stimulation of Venus flytrap triggers exocytosis in gland cells. In: PNAS. Band 114, Nr. 18, 2017, doi:10.1073/pnas.1701860114.